# Lemförde
Lemförde là một đô thị thuộc the huyện Diepholz, trong bang Niedersachsen, Đức. Đô thị này có diện tích 6,95 km². Đô thị này nằm bên hồ Dümmer, cự ly khoảng 15 km về phía nam của Diepholz.
Lemförde là thủ phủ của Samtgemeinde ("đô thị tập thể") Altes Amt Lemförde.